# Венецуела на Светском првенству у атлетици у дворани 2018.
Венецуела је на 17. Светском првенству у атлетици у дворани 2018. одржаном у Бирмингему од 1. до 4. марта учествовала шести пут. Репрезентацију Венецуеле представљалe су 2 атлетичаркe које су се такмичиле у 2 дисциплине.,
На овом првенству Венецуеле је са 1 златном медаљом делила 10. место.. У табели успешности према броју и пласману такмичара који су учествовали у финалним такмичењима (првих 8 такмичара) Венецуела је са 1 учесником у финалу делила 26. место са 8 бодова.
| Плас. | Земља     | 1. место | 2. место | 3. место | 4. место | 5. место | 6. место | 7. место | 8. место | Бр. финал. | Бод. |
| ----- | --------- | -------- | -------- | -------- | -------- | -------- | -------- | -------- | -------- | ---------- | ---- |
| =26.  | Венецуела | 1        | 0        | 0        | 0        | 0        | 0        | 0        | 0        | 1          | 8    |

## Учесници
Жене:
- Андреа Пурика — 60 м
- Јулимар Рохас — Троскок

## Освајачи медаља (1)

### Злато (1)
- Јулимар Рохас — Троскок

## Резултати

### Жене
| Атлетичарка   | Дисциплина | Лични рекорд | Квалификација | Квалификација | Полуфинале            | Полуфинале            | Финале                | Финале  | Детаљи |
| Атлетичарка   | Дисциплина | Лични рекорд | Резултат      | Место         | Резултат              | Место                 | Резултат              | Место   | Детаљи |
| ------------- | ---------- | ------------ | ------------- | ------------- | --------------------- | --------------------- | --------------------- | ------- | ------ |
| Андреа Пурика | 60 м       | 7,20         | 7,36          | 6. у гр. 6    | Није се квалификовала | Није се квалификовала | Није се квалификовала | 30 / 47 |        |
| Јулимар Рохас | Троскок    | 14,69 НР     |               |               |                       |                       | 14,63 СРС, ЛРС        |         |        |